# 가키후라이

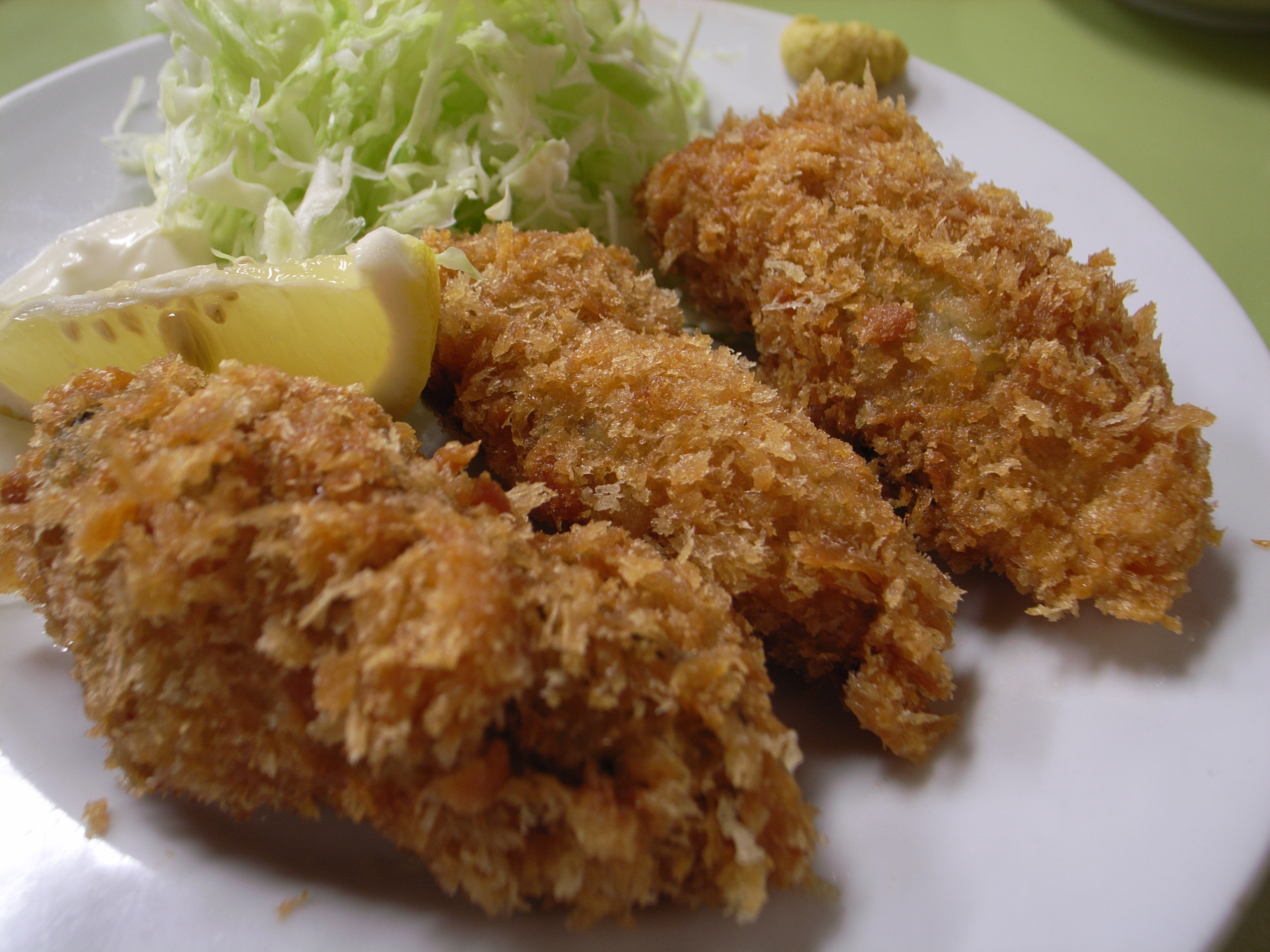
갈색 요리가 가키후라이다. 레몬 한 조각, 채 썬 양배추, 타르타르 소스가 곁들여져 있다.

가키후라이(일본어: カキフライ)는 굴을 주된 식재료로 한 일본의 튀김 요리다. 와쇼쿠의 일종이다. 주로 참굴이 사용되며, 초가을부터 초봄 (다른 자료에서는 늦가을부터 여름에 걸쳐)에 걸쳐 제철이다. 바위굴은  5월부터 8월에 걸쳐 (봄부터 여름) 제철이다. 따라서 일본에서는 일년 내내 먹을 수 있다.